# مارا کوردی
 مارا کوردی (انگلیسی: Mara Corday؛ زادهٔ ۳ ژانویهٔ ۱۹۳۰) یک هنرپیشه اهل ایالات متحده آمریکا است.